# Estische voetbalbond
De Eesti Jalgpalli Liit (EJL) is de Estische voetbalbond. De EJL organiseert de competities zoals de Meistriliiga, de Esiliiga, de II liiga en het bekertoernooi. De EJL is ook verantwoordelijk voor het Estisch voetbalelftal en het Estisch vrouwenelftal. De bond organiseert sinds 1992 de jaarlijkse uitverkiezing van Estisch voetballer van het jaar.

## Nationale ploegen
- Estisch voetbalelftal (mannen)
- Estisch voetbalelftal (vrouwen)
- Estisch voetbalelftal onder 21 (mannen)
- Estisch voetbalelftal onder 17 (vrouwen)

## Competities (seizoen 2023)
| Niveau | Competitie   | Clubs                   |
| ------ | ------------ | ----------------------- |
| 1      | Meistriliiga | 10                      |
| 2      | Esiliiga     | 10                      |
| 3      | Esiliiga B   | 10                      |
| 4      | II liiga     | 28 (2x14)               |
| 5      | III liiga    | 43 (2x10, 1x12 en 1x11) |
| 6      | IV liiga     | 22 (2x11)               |

## Ledenaantallen
Hieronder de ontwikkeling van het ledenaantal:
| Jaar | Ledenaantallen | Ledenaantallen | Ledenaantallen | Ledenaantallen | Ledenaantallen | Ledenaantallen | Ledenaantallen |
| Jaar | Jongens        | Meisjes        | Totaal jeugd   | Mannen         | Vrouwen        | Totaal volwas. | Totaal         |
| ---- | -------------- | -------------- | -------------- | -------------- | -------------- | -------------- | -------------- |
| 2023 | 18.209         | 2.468          | 20.677         | 3.014          | 669            | 3683           | 24.360         |
| 2022 | 17.049         | 2.186          | 19.235         | 3.171          | 607            | 3.778          | 23.013         |
| 2021 | 16.072         | 2.216          | 18.288         | 3.478          | 584            | 4.062          | 22.350         |
| 2020 | 15.265         | 2.255          | 17.520         | 3.135          | 562            | 3.697          | 21.217         |
| 2019 | 16.011         | 2.176          | 18.187         | 3.216          | 528            | 3.744          | 21.931         |
| 2018 | 15.506         | 2.080          | 17.586         | 3.433          | 442            | 3.875          | 21.461         |
| 2017 | 16.059         | 2.167          | 18.226         | 3.306          | 441            | 3.747          | 21.973         |
| 2016 | 15.580         | 2.015          | 17.595         | 3.205          | 402            | 3.607          | 21.202         |
| 2015 | 14.148         | 1.695          | 15.843         | 3.295          | 399            | 3.694          | 19.537         |
| 2014 | 12.808         | 1.523          | 14.331         | 3.454          | 426            | 3.880          | 18.211         |
| 2013 | 12.273         | 1.293          | 13.566         | 3.423          | 370            | 3.793          | 17.359         |
| 2012 | 10.496         | 1.119          | 11.615         | 3.210          | 362            | 3.572          | 15.187         |
| 2011 | 9.182          | 915            | 10.097         | 3.608          | 356            | 3.964          | 14.061         |
| 2010 | 9.023          | 893            | 9.916          | 3.455          | 320            | 3.775          | 13.691         |

Meistriliiga ·
Esiliiga ·
Esiliiga B ·
II liiga ·
III liiga ·
IV liiga ·
Naiste Meistriliiga

Beker ·
Supercup

Estisch voetballer van het jaar · Stadions

Nationaal: Mannen · Vrouwen
Albanië · 
Andorra · 
Armenië · 
Azerbeidzjan · 
België · 
Bosnië-Herzegovina · 
Bulgarije · 
Cyprus · 
Denemarken · 
Duitsland · 
Engeland · 
Estland · 
Faeröer · 
Finland · 
Frankrijk · 
Georgië · 
Gibraltar · 
Griekenland · 
Hongarije · 
Ierland · 
IJsland · 
Israël · 
Italië · 
Kazachstan · 
Kosovo · 
Kroatië · 
Letland · 
Liechtenstein · 
Litouwen · 
Luxemburg · 
Malta · 
Moldavië · 
Montenegro · 
Nederland · 
Noord-Ierland · 
Noord-Macedonië · 
Noorwegen · 
Oekraïne · 
Oostenrijk · 
Polen · 
Portugal · 
Roemenië · 
Rusland · 
San Marino · 
Schotland · 
Servië · 
Slovenië · 
Slowakije · 
Spanje · 
Tsjechië · 
Turkije · 
Wales · 
Wit-Rusland · 
Zweden · 
Zwitserland
EJL · A-internationals · Bondscoaches · Statistieken · Estisch vrouwenelftal · Olympisch elftal · Estland U21 · Estland U20 · Estland U19 · Estland U18 · Estland U17 · Estland U16
1920 – 1929 ·
1930 – 1939 ·
1940 – 1949 ·
1950 – 1990 · 
1990 – 1999 ·
2000 – 2009 ·
2010 – 2019 ·
2020 − 2029
OS 1924
1920 ·
1921 ·
1922 ·
1923 ·
1924 ·
1925 ·
1926 ·
1927 ·
1928 ·
1929 · 
1930 · 
1931 · 
1932 · 
1933 · 
1934 · 
1935 · 
1936 · 
1937 · 
1938 · 
1939 · 
1940 · 
1941 · 
1942 · 
1943 · 1944 · 
1945 · 
1946 · 
1947 · 
1948 · 
1949 · 
1950 – 1990 · 
1991 · 
1992 · 
1993 · 
1994 · 
1995 · 
1996 · 
1997 · 
1998 · 
1999 · 
2000 · 
2001 · 
2002 · 
2003 · 
2004 · 
2005 · 
2006 · 
2007 · 
2008 · 
2009 · 
2010 · 
2011 · 
2012 · 
2013 · 
2014 · 
2015 · 
2016 ·
2017 ·
2018 ·
2019 ·
2020
Albanië ·
Andorra ·
Angola ·
Antigua en Barbuda ·
Argentinië ·
Armenië ·
Azerbeidzjan ·
België ·
Bosnië-Herzegovina ·
Brazilië ·
Bulgarije ·
Canada ·
Chili ·
China ·
Cyprus ·
Denemarken ·
Duitsland ·
Ecuador ·
Egypte ·
El Salvador ·
Engeland ·
Equatoriaal-Guinea ·
Faeröer ·
Fiji ·
Filipijnen ·
Finland ·
Frankrijk ·
Georgië · 
Gibraltar ·
Griekenland ·
Hongarije ·
Hongkong ·
Ierland ·
IJsland ·
Indonesië ·
Irak ·
Israël ·
Italië ·
Jordanië ·
Kazachstan ·
Kirgizië ·
Kroatië ·
Letland ·
Libanon ·
Liechtenstein ·
Litouwen ·
Luxemburg ·
Malta ·
Marokko ·
Mexico ·
Moldavië ·
Montenegro ·
Nederland ·
Nieuw-Caledonië ·
Nieuw-Zeeland ·
Noord-Ierland ·
Noord-Macedonië ·
Noorwegen ·
Oekraïne ·
Oezbekistan ·
Oman ·
Oostenrijk ·
Polen ·
Portugal ·
Qatar ·
Roemenië ·
Rusland ·
Saint Kitts en Nevis ·
San Marino ·
Saoedi-Arabië ·
Schotland ·
Servië ·
Slovenië ·
Slowakije · 
Spanje ·
Tadzjikistan ·
Thailand ·
Trinidad en Tobago ·
Tsjechië ·
Turkije ·
Turkmenistan ·
Uruguay ·
Vanuatu ·
Venezuela ·
Verenigde Arabische Emiraten ·
Verenigde Staten ·
Vietnam ·
Wales ·
Wit-Rusland ·
Zweden ·
Zwitserland